# Flabellomorphus longus
Flabellomorphus longus is een keversoort uit de familie boktorren (Cerambycidae). De wetenschappelijke naam van de soort is voor het eerst geldig gepubliceerd in 1990 door Galileo & Martins.